# Sant Pere i Sant Pau de Perpinyà
Sant Pere i Sant Pau de Perpinyà és l'església parroquial de l'església ortodoxa grega de Perpinyà, a la comarca del Rosselló, de la Catalunya del Nord.
És a la zona nord-est del barri del Molí de Vent, a la torre 15 del número 7 de l'avinguda del Reart. Abans havia estat en el número 21 del carrer de François Rabelais, del barri de Sant Jaume.